# Дніпрорудне
Дніпрору́дне — місто в Україні, адміністративний центр Дніпрорудненської міської громади Василівського району Запорізької області. Населення складає 17 736 осіб (станом на 1 січня 2022 року).

## Загальні відомості
Місто Дніпрорудне засноване у 1961 році біля промислової розробки залізної руди (Південно-Білозерське родовище). За 25 км від Дніпрорудного — Запорізький залізорудний комбінат. Це єдине місто гірників у Запорізькій області. Статус міста районного значення Дніпрорудне має з 1970 року. Займає площу 8,454 км² із чисельністю населення 19 тис. осіб.

## Географія
Місто Дніпрорудне розташоване за 80 км від обласного центру й проходить автошляхами Т 0817 та М18E105 та за 28 км від районного центру, у західній частині Запорізької області, на лівому березі Каховського водосховища (р. Дніпро), вище за течією на відстані 2 км розташоване село Златопіль, нижче за течією примикає село Балки. Через місто проходять автошляхи регіонального та територіального значення Р37, Т 0817, а також залізниця, станція Каховське Море (за 3 км). 

## Історія
З письмових джерел відомо, що в місцях, де розташована сучасна Запорізька область і місто Дніпрорудне, у різні історичні часи жили племена скіфів, сарматів, гунів, хозарів, половців. У середньовічні часи ця територія була частиною Великого Лугу — колиски козацької слави. Наприкінці XVIII століття місцевість заселялася вихідцями з Чернігівщини, Полтавщини, інших губерній Російської імперії. У 1950-ті роки сюди прийшли геологи і заклали основи для подальшого перебування в цих краях людей мужньої професії — гірників. Поява самого міста і його назви — Дніпрорудне — пов'язане з розробкою Південно-Білозерського родовища з унікальною для Європи рудою, кількість заліза в якій становить до 68 % (аналоги — тільки в Аргентині та Бразилії).
Місто засноване як селище Дружба у 1961 році для розробки родовищ корисних копалин Білозерського залізорудного району. Перейменовано в селище Дніпроград у 1963 році. З 1964 — смт Дніпрорудне.
26 серпня 1967 року добута перша руда, на честь цієї події у 1968 році споруджено монумент, від якого починається проспект Ентузіастів.
У 1970 році селищу міського типу надано статус міста.
12 червня 2020 року, відповідно до розпорядження Кабінету Міністрів України № 713-р «Про визначення адміністративних центрів та затвердження територій територіальних громад Запорізької області», утворена Дніпрорудненська міська громада шляхом об'єднання Дніпрорудненською міською радою.

### Російське вторгнення в Україну (з 2022)
З початку березня 2022 року місто Дніпрорудне перебуває під тимчасовою російською окупацією. Якийсь час українські символи були на місці, але наприкінці квітня російські окупанти зняли з вежі над будівлею Дніпрорудненської міської ради «тризуб» і повісили замість нього «триколор», та згодом в його кольори була перефарбована і стела з назвою міста на в'їзді до Дніпрорудного.
12 квітня 2022 року російські окупанти зайняли приміщення Дніпрорудненської міської ради та відділення поліції.
5 травня 2022 року депутат Запорізької обласної ради від «Опозиційного блоку» добровільно перейшов на бік ворога та почав співпрацювати з окупаційною владою. Загарбники оголосили його «головою військово-цивільної адміністрації міста Дніпрорудне». У тимчасово окупованому російськими військами Дніпрорудному окупанти призначили так званого «голову міської адміністрації» Миколу Пастушенка. Про своє призначення він із гордістю заявив у відеозверненні, в якому закликав мешканців та підприємців міста всіляко сприяти окупантам. Крім того, задокументовано, що за безпосередньої вказівки російських військових псевдоголова призначав на відповідальні посади в окупаційні адміністрації прихильників «руського міру». 31 травня 2022 року слідчі СБУ кваліфікували дії колаборанта за ч. 5 ст. 111-1 Кримінального кодексу України. Йому загрожує до 10 років позбавлення волі із конфіскацією майна.
27 травня 2022 року в тимчасово окупованому Дніпрорудному загарбники, услід за Мелітополем, відкрили російський «Мера-маркет», приміщення якого відібрали у української торгової мережі «АТБ-Маркет».
24 червня 2023 року виведено з ладу міст, шляхом підриву, біля Дніпрорудного, а у російських окупантів виникли труднощі з транспортуванням військових вантажів, техніки та боєприпасів на Запорізький напрямок. Міст біля Дніпрорудного, як і Чонгарські мости, відігравав важливу роль у забезпеченні логістики окупантів на Запорізькому напрямку.
4 грудня 2024 року стало відомо, що викрадений російськими окупантами голова міста Євгеній Матвєєв помер після 2 років і 8 місяців полону. Він був захоплений 13 березня 2022 року під час спроби визволення затриманих співробітників залізорудного комбінату. Протягом ув'язнення його утримували у кількох в'язницях, де він зазнав катувань, що підтверджено експертизою після повернення тіла.

## Населення

### Чисельність
Динаміка зміни населення Дніпрорудного за роками:

### Національний склад
Національний склад населення за даними перепису 2001 року:
| Національність  | Відсоток |
| --------------- | -------- |
| українці        | 60,82 %  |
| росіяни         | 36,64 %  |
| білоруси        | 0,74 %   |
| вірмени         | 0,31 %   |
| болгари         | 0,21 %   |
| татари          | 0,21 %   |
| німці           | 0,16 %   |
| інші/не вказали | 0,91 %   |

### Мовний склад
Рідна мова населення за даними перепису 2001 року:
| Мова            | Чисельність, осіб | Доля    |
| --------------- | ----------------- | ------- |
| Російська       | 11 378            | 53,49 % |
| Українська      | 9 764             | 45,90 % |
| Вірменська      | 32                | 0,15 %  |
| Білоруська      | 31                | 0,15 %  |
| Болгарська      | 8                 | 0,04 %  |
| Інші/Не вказали | 58                | 0,27 %  |
| Разом           | 21 271            | 100 %   |

## Економіка
- Запорізький залізорудний комбінат
- Завод залізобетонних конструкцій
- Завод будівельно-оздоблювальних машин
- Дніпрорудненський сироробний комбінат

## Об'єкти соціальної сфери
- Гімназія «Софія».
- Загальноосвітня школа-комплекс «Світоч».
- Загальноосвітня школа «Талант».
- Загальноосвітня школа І—ІІ ступенів.
- Дніпрорудненський професійний ліцей.
- Дніпрорудненський індустріальний фаховий коледж.
- Палац культури «Гірник».
- Дніпрорудненська бібліотека сімейного читання.
- Дніпрорудненська бібліотека для дорослих.
- Музична школа.
- Спортивна школа.
- Міська лікарня.
- Центр дитячої та юнацької творчості.

## Пам'ятки
- Національний природний парк «Великий Луг».
- Регіональний ландшафтний парк «Панай».

## Особистості
- Колеснік Карина Максимівна — українська важкоатлетка-сумоїстка. Дворазова чемпіонка світу, дев'ятиразова чемпіонка Європи, майстер спорту України міжнародного класу.
- Кушов Руслан Бахрікулович (1977—2014) — сержант батальйону «Айдар», учасник російсько-української війни.
- Сергєєв Олексій Віталійович (1975—2014) — старший солдат Збройних сил України, учасник російсько-української війни.

## Відзнаки
Орден «За заслуги перед Запорізьким краєм» I ступеня (17 червня 2016) — за вагомий внесок у соціально-економічний розвиток Василівського району Запорізької області та з нагоди 55-річчя від дня заснування міста Дніпрорудне.

## Галерея

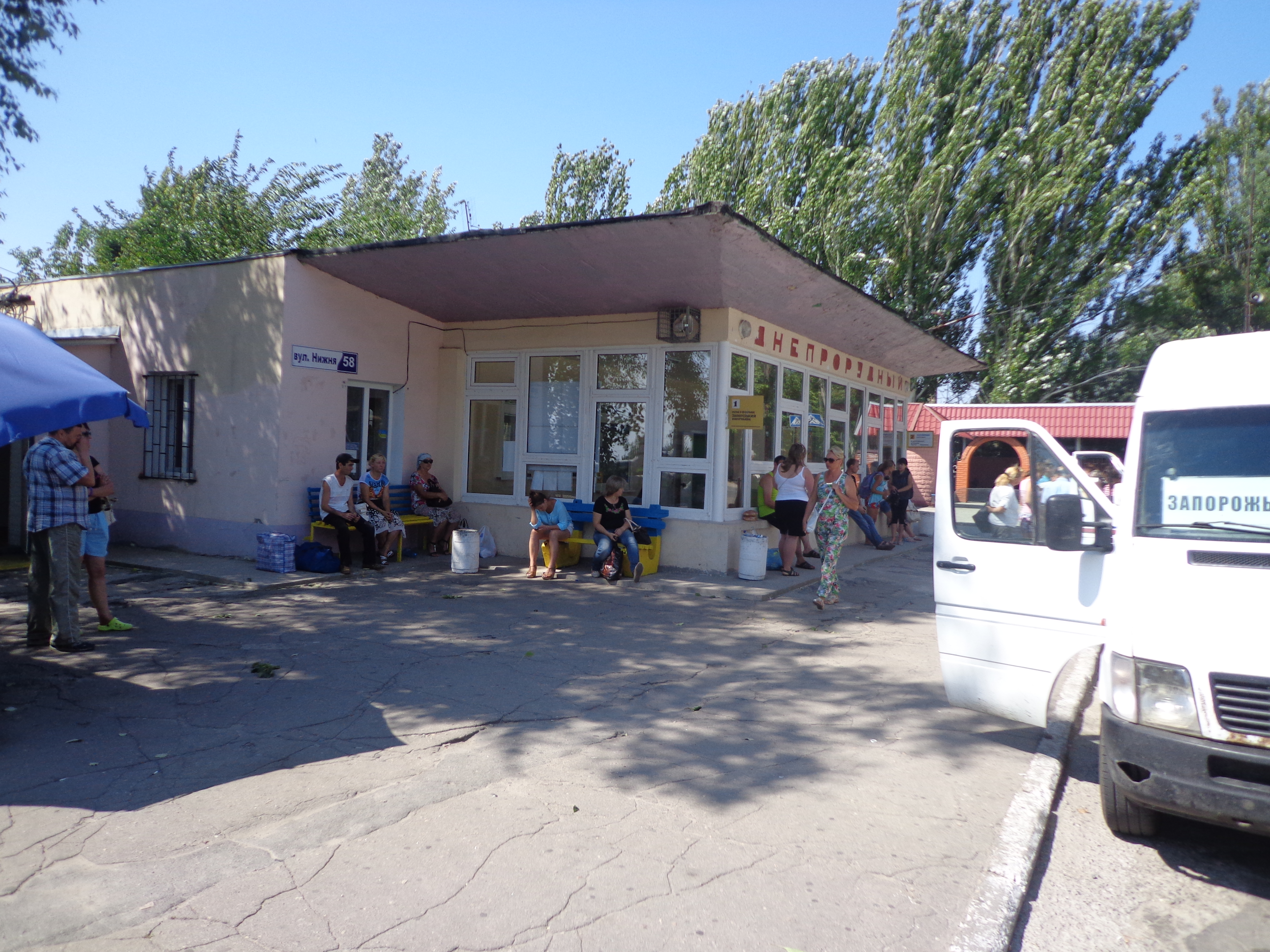
Автостанція
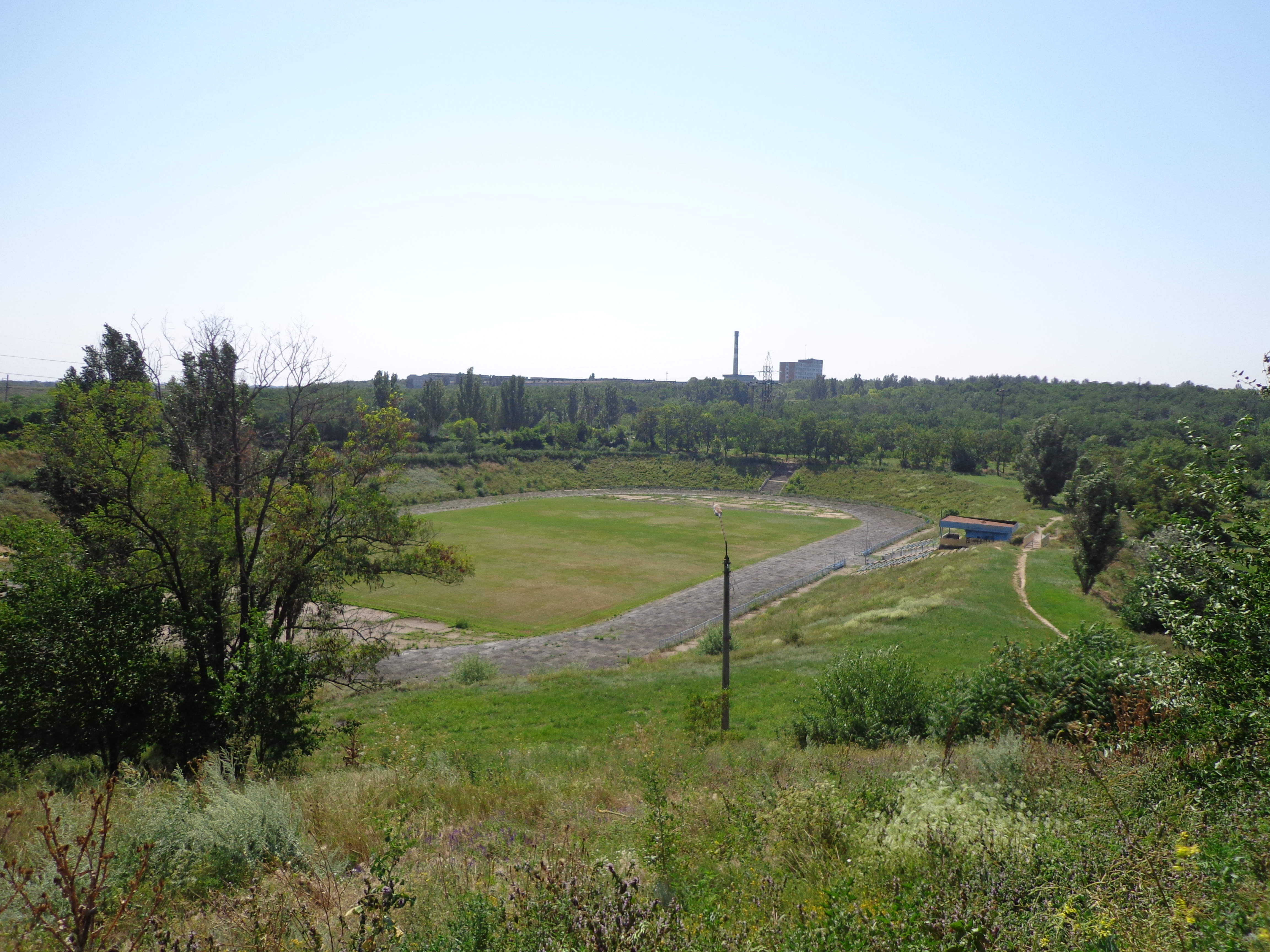
Міський стадіон
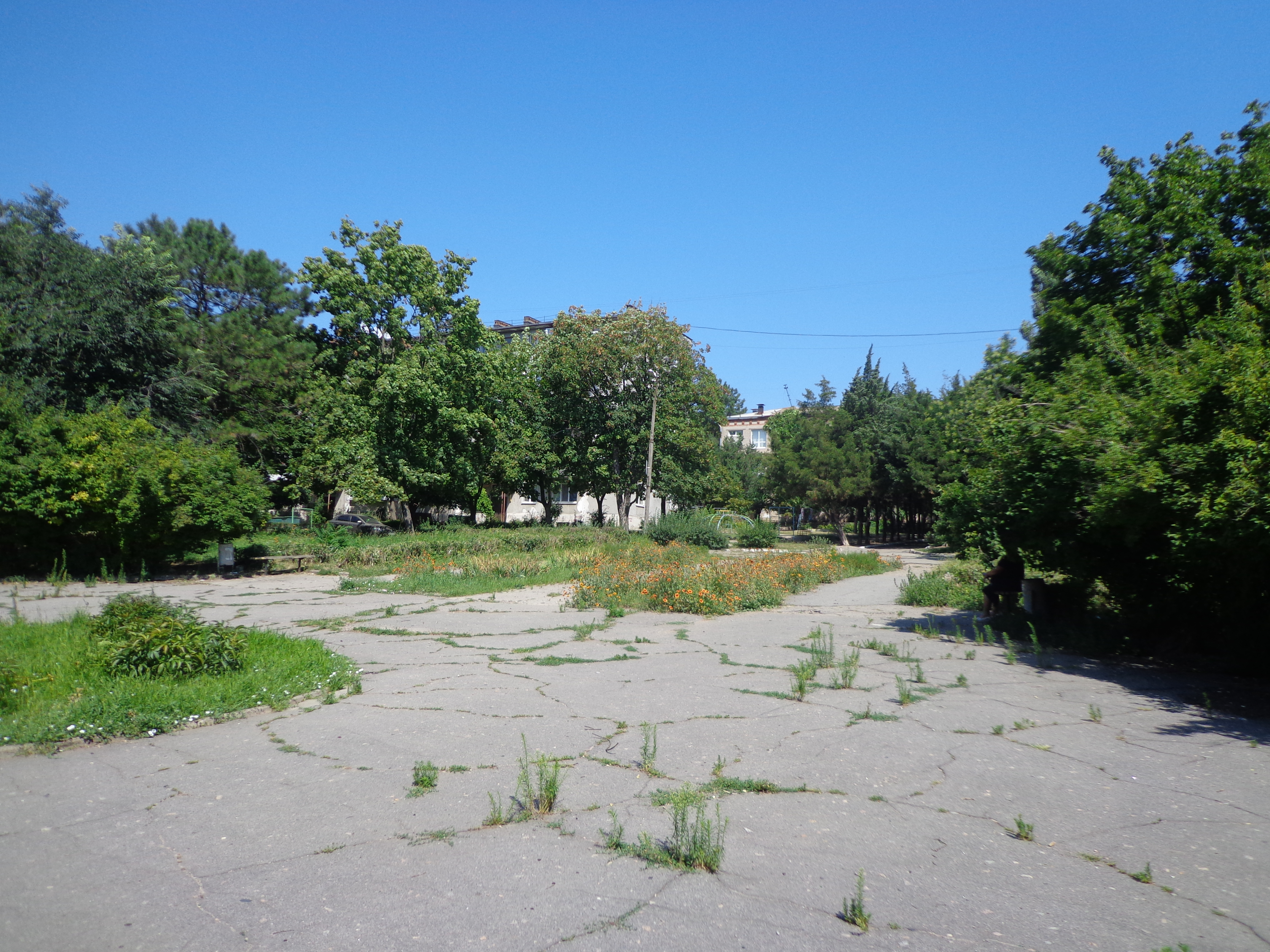
Алея та житлові будинки навпроти автостанції